# Померли в лютому 2015
|  | Службовий список статей, створений для координації робіт з розвитку теми. Це попередження не встановлюється на інформаційні списки і глосарії. |

### 28 лютого
- Ніколаєв Сергій Владиславович, 43, український фотокореспондент газети "Сегодня"; осколкове поранення.[1]
- Чечетов Михайло Васильович, 61, український політик, державний діяч; самогубство.

### 27 лютого

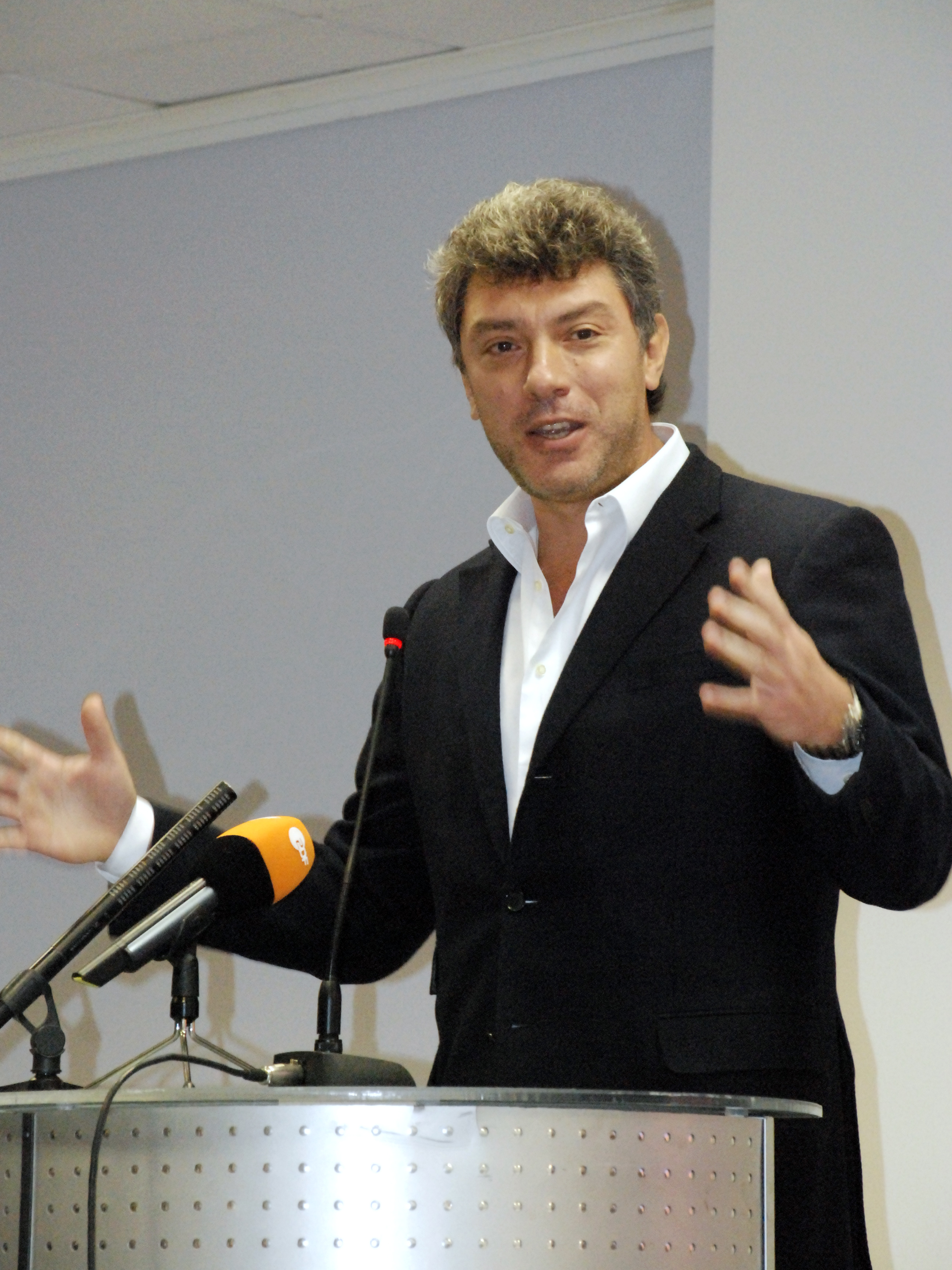
Борис Нємцов

- Леонард Німой, 83, американський актор.[2]
- Нємцов Борис Юхимович, 55, російський державний та політичний діяч, вбивство.[3]
- Самохін Валерій Борисович, 67, колишній радянський футболіст, воротар.

### 26 лютого
- Авіджит Рой, 42, американський блоґґер-атеїст бангладеського походження; вбивство. [Архівовано 6 березня 2015 у Wayback Machine.]

### 25 лютого
- Вальтер Сергій Георгійович, 57, мер Мелітополя (2010–2013); самогубство. [Архівовано 2 березня 2015 у Wayback Machine.]
- Мар'ян Шея, 73, колишній польський футболіст, воротар, Олімпійський чемпіон 1972 року.[4]

### 24 лютого
- Мефодій (Кудряков), 65, предстоятель Української автокефальної православної церкви.

### 23 лютого
- Татарський Євген Маркович, 76, радянський та російський режисер і сценарист, народний артист РФ. [Архівовано 24 лютого 2015 у Wayback Machine.]

### 22 лютого
- Зебек Володимир Євгенович, 83, український живописець—мариніст. [Архівовано 27 лютого 2015 у Wayback Machine.]

### 21 лютого
- Губарєв Олексій Олександрович, 83, льотчик-космонавт СРСР, двічі Герой Радянського Союзу, генерал-майор (1983).
- Коман Михайло Михайлович, 86, радянський футболіст та тренер, нападник. Майстер спорту (1959). Заслужений тренер УРСР (1961).

### 16 лютого
- Генріх Вінделен, 93, державний діяч НДР, депутат бундестаґу (1957–1990).
- Леслі Гор, 68, американська поп-співачка 60-х років. [Архівовано 20 лютого 2015 у Wayback Machine.]
- Лорена Рохас, 44, мексиканська акторка[5].

### 15 лютого
- Густаф Шеквіст, 71, шведський хоровий диригент та органіст.

### 14 лютого
- Луї Журдан, 93, французький кіноактор, що знімався у фільмах класичного Голлівуду.
- Мікеле Ферреро, 89, італійський бізнесмен, власник компанії Ferrero.

### 11 лютого
- Роже Анен, 89, французький актор та режисер.

### 9 лютого
- Залотуха Валерій Олександрович, 60, радянський та російський письменник, сценарист.

### 6 лютого
- Днепров Едуард Дмитрович, 78, радянський та російський педагог, міністр освіти Російської Федерації (1990–1992).
- Маріса Дель Фрате, 83, італійська акторка, співачка, телеведуча.

### 5 лютого
- Мучник Лариса Львівна, 58, українська шахістка, міжнародний майстер серед жінок (1983). [Архівовано 6 лютого 2015 у Wayback Machine.]
- Вал Логсден Фітч, 91, американський фізик, лауреат Нобелівської премії з фізики 1980 року.

### 2 лютого
- Кузьменко Андрій Вікторович (Кузьма Скрябін), 46, український співак, громадський діяч, письменник, шоумен; загинув у результаті ДТП.[6][7]
- Карл-Ерік Пальмер, 85, шведський футболіст, що грав на позиції півзахисника.

### 1 лютого
- Мунаєв Іса Ах'ядович, 49, чеченський бригадний генерал, загинув під час бою під Дебальцево.[8]
- Шеховцев Віктор Федорович, 74, радянський футболіст, що грав на позиції захисника та півзахисника, Майстер спорту СРСР.